# Made in Britain
A Made in Britain egy 1982-ben készült brit film.
A lázadásról, a skinheadmozgalomról, a brit ifjúságvédelmi rendszerről szól, egy magányos antihősről, aki tudatosan rohan a végzete felé. Megelégelve a társadalmi konvenciókat a rendszer ellenségének kiáltja ki magát. A filmben első főszerepében jelenik meg Tim Roth.

## Cselekmény
Trevor homlokára tetovált horogkereszttel ül a bíróságon, ahol a bíró elővezetésében megismerhetjük bűnlajstromát és képet kaphatunk Trevor antiszociális természetéről. Trevor nem adja meg a kellő tisztelet a bíróságnak sem senki másnak, aki a „rendszert” szolgálja. Az őt kísérő szociális munkás, aki meg van bízva felügyeletével, meg akar szabadulni a lázadozó bőrfejűtől és kapóra jön, hogy a bíróság beutaltatja egy központba, így azzal az indokkal, hogy nyaralni megy, megszakítja kapcsolatát a lázadó tinivel. 
A központban hat hetet kellene eltöltenie, ahol megpróbálják kissé jobb belátásra téríteni és kiértékelik. Trevor viszont nem kér a jobb élet lehetőségéből, már az első nap felrúgja a szabályokat: pénzt kér buszra, hogy a munkaügyi központba mehessen. Amin cigarettát és ragasztót vesz, ellop egy autót, ahova szobatársa is elkíséri, majd miután „kiszórakozta” magát, a munkaügyi központban köt ki és betöri annak ablakát. 
Viselkedése teljesen anarchista, nincs tekintettel senkire, visszatérve a központba azonnal összetűzésbe kerül annak igazgatójával. Miután pedig az étkezőben nem kapja meg az ebédjét (mert már elmúlt az ebédidő), beleköt az alkalmazottakba, összeverekedik velük. Melynek "jutalma", hogy bezárják egy üres terembe, míg le nem higgad. Mikor Trevor már nem tombol, a terembe lépnek az intézmény vezetői, és szárazon közli vele a tényeket az intézményvezető. Két út van előtte: beállni a sorba és törvénytisztelő állampolgárrá válni vagy a másik út, ami a börtönbe és a teljes lecsúszáshoz vezet. Az előadást tartó vezető ezután távozik, a teremben maradó vezetők még vitába szállnak Trevorral. Aki kifakad és válogatott káromkodások között mondja el, mennyire is utálja őket. Próbálják megértetni vele, hogy nem kell a lecsúszást választani, négy hét alatt ki is kerülhet az intézményből. 
Viszont a dacoló Trevor túl büszke, hogy elfogadja a jótanácsot. Túl dühös a világra, próbálják megmagyarázni neki, hogy ha becsületesen élne, ő és a hozzá hasonlók, akkor talán nem lenne így. Trevor viszont kimondja, amit gondol és valahol általános igazság, nem a becsületességet kérik tőle, hanem csak a szabályok betartását. Mert lehetne másképp is becsületes, durván és agresszívan, viszont akkor nem tartaná be a társadalmi konvenciókat. A vitában kifejti a skinhead ideológiát, ami nem egy fehér hatalomról szőtt álom. Hanem inkább a felső vezetéssel és a bevándorlókkal szembeni erőszakban nyilvánul meg. Okfejtése logikus és a nyolcvanas évek brit életképében érthető. A felgyülemlett agresszió, amit a gazdasági válság a munkanélküliség és a bevándorlók okozta feszültség generált jó táptalajt, biztosítanak a kibontakozó skinhead kultúrának. Erre utal Trevor is aki megemlíti, hogy „Ott kellett ülnöm a suliban és lesnem, ahogy ezek az ujjukon számolnak. Visszafogtak. Minden fehér gyereket.”. 
A gyűlölet és a düh marad, mégis az egyik szociális munkás megpróbál segíteni Trevornak megmutatni, vannak előnyei is az intézménynek. Elintézi, hogy roncsderbire mehessen mint sofőr. Hátha javít valamit Trevor viselkedésen, de nem így lesz. Visszatérve ellopja jótevőjétől a kulcsokat, betörnek a szobatársával az iratraktárba, ahol a róluk készült jelentéseket és iratokat, kiértékeléseket őrzik. Ott szobatársa jelentését veszi elő és mivel az nem tud olvasni, Trevor olvas neki, de valószínűbb, hogy csak kitalálja azt, amit mond. Ráveszi társát, hogy végezze el a dolgát a jelentésre, ami ha belegondolunk, rosszabb az ujjlenyomatnál vagy egy írásos vallomásnál. A tárgyalásra váró szobatárs tettét nem fogják pozitívan értékelni. Ezek után ellopják az intézmény furgonját és pakisztáni bevándorlók lakásaihoz hajtanak, bedobálják azok ablakait, a szemtanuk látják őket és valószínűleg azonosítani is fogják tudni. Trevor ezután szándékosan belehajt egy rendőrőrs előtt parkoló autóba, és az anyósülésen eszméletlenül heverő szobatárs mellé helyezi a kulcsokat, ő maga pedig elmenekül. Lassan érezhetjük, hogy Trevor beteges viselkedésével szándékosan sodorta bajba szobatársát, kihasználva annak félműveltségét. 
Trevor félmeztelenre vetkőzve rohan végig a városon a volt szociális gondozójához és egy hosszú alagútban, ordítja az elhaladóknak, hogy Wankers. A szociális gondozóhoz érve felcsöngeti az összes lakást és felfelé haladva még utoljára büntetlenül beletipor az átlagemberek nyugalmába. Felérve láthatjuk: a szociális gondozó nem ment nyaralni, feladja magát nála, ezt pedig hihetetlen vigyorral az arcán teszi. Bevallja neki tetteit, aki hívja a rendőrséget. Trevor antiszociális viselkedése nem ér véget a rendőrőrsön: felbosszantja az ügyeleteseket, akik kifejtik neki, hogy ők tesznek majd arról, hogy ne érezze olyan jól magát. Majd elmondják neki azt, amit megvet és ami ellen lázad, bár nem annyira finoman mint tették azt a központban. A rendőr két dologra betartására hívja fel a figyelmét tisztelni a hatóságokat és engedelmeskedni a szabályoknak, majd hozzáteszi: „Kussolj és maradj is kussban”.

## Díjak
A film 1984 megnyerte a Prix Italia díjat.

## Háttér
Made in Britain egy hiteles képet fest a nyolcvanas évekbeli munkásosztály rétegeiből kikerülő fiatalok helyzetéről. Akiknek néha alternatívát nyújt a skinhead mozgalom és egy választ is koruk problémáira. A rendező „state-of-the-nation“ stílusú filmek egyik legjelentősebbikét alkotta ezzel az alkotással. A 77 perces filmet Alan Clarke rendezte David Leland forgatókönyve alapján alig 1000 £ költségvetéssel. A film a skót Punk együttes az The Exploited „UK 82“ számával kezdődik és fejeződik be.

## Külső hivatkozások
- Made in Britain az Internet Movie Database-ben (angolul)
- Made in Britain a Rotten Tomatoeson (angolul)
- Made in Britain a Box Office Mojón (angolul)